# Andrei Balantxivadze
Andrei Balantxivadze (georgià: ანდრია ბალანჩივაძე)  (Sant Petersburg, 19 de maig de 1906 (Julià) - Tbilisi, 28 d'abril de 1992), rus: Андре́й Мелито́нович Баланчива́дзе, Andrei Melitónovitx Balantxivadze, fou un compositor georgià-soviètic.
Era fill de Meliton Balantxivadze, el compositor i germà de George Balanchine, el famós coreògraf de ballet georgià-americà.
Nascut a Sant Petersburg, Rússia, es va graduar al Conservatori Estatal de Tbilisi el 1927 i al Conservatori de Leningrad el 1931, on va estudiar amb Piotr Riazànov i Aleksandr Matvéievitx Jitómirski. Al seu retorn a Geòrgia, es va convertir en el director musical de diversos teatres de 1931 a 1934. Amb prou feines va sobreviure a les purgues de Ióssif Stalin, es va convertir en professor al Conservatori de Tbilisi el 1942 i va exercir com a director artístic de la Simfònica de l'Estat de Geòrgia de 1941 a 1948. Va esdevenir una influència important en la política musical com a president (1953) i primer secretari (1955–1961, 1968–1972) de la Unió de Compositors de Geòrgia. Les nombroses simfonies de Balantxivadze, concerts de pianoforte i composicions per a l'escenari van contribuir molt al coneixement de la música clàssica de Geòrgia moderna. També va ser autor del primer ballet georgià, El cor de les muntanyes (1936).
Va rebre els títols d'Artista Popular de Geòrgia (1957) i de la Unió Soviètica (1968) i va ser guardonat amb diversos premis, incloent el Premi Estatal de l'URSS el 1944 i el Premi Estatal Xota Rustaveli el 1969.